# اسپه (خاش)
اسپه یک منطقهٔ مسکونی در ایران است که در دهستان کهنوک واقع شده‌است. اسپه ۵۸۷ نفر جمعیت دارد.